# Kabinet predsednika Socialistične federativne republike Jugoslavije
Kabinet predsednika Socialistične federativne republike Jugoslavije ali Kabinet predsednika SFRJ je bilo politično posvetovalno telo predsednika SFRJ. Ustanovljen je bil leta 1953 za potrebe Josipa Broza - Tita v sklopu njegovega Maršalata SFRJ.

## Sestava
- generalni sekretar predsednika Socialistične federativne republike Jugoslavije
- načelnik kabineta predsednika Socialistične federativne republike Jugoslavije
- osebni sekretar predsednika Socialistične federativne republike Jugoslavije
- načelnik protokola predsednika Socialistične federativne republike Jugoslavije
- splošni oddelek
- materialno-finančni oddelek
- oddelek pravne službe
- oddelek za prošnje in pritožbe
- oddelek za odlikovanja
- tiskovni predstavnik
- referant za fotoslužbo
- referent za arhiv